# Under the Sun (phim)
Under the Sun có tựa tiếng Đức Inside Nordkorea là một phim tài liệu của đạo diễn Vitaly Mansky về Bắc Triều Tiên đã giành được giải đạo diễn hay nhất cũng như giải đặc biệt của ban giám khảo đại hội phim "Black Nights Filmfestival Tallinn" ở Estonia, mặc dù phải cạnh tranh với những phim hư cấu chiếu ở rạp. Phim này cũng được giải phim tài liệu Trung và Đông Âu hay nhất tại đại hội phim tài liệu quốc tế Jihlava 2015 ở Cộng hòa Séc.
Phim đã được chiếu ngoài Cannes, Berlin, San Sebastian và Venedig tại hầu hết các đại hội phim trên thế giới.

## Đề tài
"Under the Sun" nói về một cuộc sống lý tưởng trong một nước lý tưởng Bắc Triều Tiên. Nhân vật chính trong phim là một cô bé 8 tuổi tên Zin-mi được đi học trong một ngôi trường lý tưởng, con gái trong một gia đình gương mẫu ở trung tâm thủ đô Bình Nhưỡng. Người ta có thể thấy những nỗ lực mà người Bắc Triều Tiên đã phải tốn kém để cho thế giới lý tưởng đó có thể hình thành. Cô bé được chuẩn bị để gia nhập liên đoàn thiếu niên để trở thành một phần của một xã hội lý tưởng, sống dưới ánh sáng mặt trời vĩnh viễn, một biểu hiệu của vị lãnh tụ nhân dân vĩ đại, Kim Il-sung.

## Hoàn cảnh và đạo diễn
Tuy là phim tài liệu nhưng không thực vì chính phủ Triều Tiên viết truyện và lựa người đóng phim. Đạo diễn Vitaly Mansky chấp nhận việc này vì ông mơ ước được viếng thăm Bắc Triều Tiên, đó là mong muốn được hiểu thêm về quá khứ nước mình, gia đình mình. Mansky sinh ra và lớn lên ở Liên Xô, chia cuộc đời của mình ra làm 2 phần: trước và sau 1991, khi Liên Xô tan rã và ông bắt đầu lúc đó 28 tuổi, để làm phim tài liệu về đời sống dưới chế độ cộng sản. Ông cho biết, phim tài liệu cũng như là được đi trong một cỗ máy thời gian. Để làm phim "Motherland or Death" (2011), ông đã tới Xã hội chủ nghĩa Cuba, mà ông so sánh với Liên Xô trong thời kỳ thập niên 1970. Bắc Triều Tiên hiện đại thì ông cho là tương tự như một nước vệ tinh của Liên Xô thời Stalin.
Năm 2012 ông gặp một đoàn đại biểu phim Bắc Triều Tiên tại Vladivostok. Sau 2 năm thương lượng với chính phủ nước này, ông được phép quay phim với điều kiện là ngoài việc cung cấp truyện phim, người đóng phim và người hướng dẫn, các nhà kiểm duyệt Triều Tiên sẽ xem lại mỗi ngày các đoạn quay và được quyền quyết định về ấn bản cuối cùng. Mansky không được nói gì với các người đóng phim hay quay gì khác ngoại trừ các cảnh đã được phê chuẩn trước. Tuy nhiên ông đã dùng kỹ thuật phóng sự mật, cho quay phim cả ngày, mọi tình trạng từ lúc bắt đầu, tập đóng và quay lại lần nữa. Máy quay phim của ông có 2 thẻ nhớ, mỗi ngày một người trong đoàn quay phim sẽ trì hoãn để thẻ thứ hai có thời giờ để sao lại.

## Giải thưởng
Ngoài giải thưởng tại 2 đại hội phim nêu trên, phim còn được giải: 
- ALPE ADRIA CINEMA AWARD cho phim tài liệu hay nhất tại Trieste IFF 2016, Ý
- Giải ban giám khảo cho phim tài liệu tji ALPE Hong Kong IFF 2016, Trung Quốc
- Giải the Baltic Gaze competition tại Vilnius IFF 2016, Litva
- Honorable Mention International Competition tại It's All True IDF São Paulo & Rio de Janeiro 2016, Brasil
- Giải phim tài liệu Golden Kingfisher hay nhất tại Pilzen FF 2016, Cộng hòa Séc
- Millennium Award tại Docs Against Gravity IDF Warsaw 2016, Ba Lan
- Giải đạo diễn FEDEORA tại DocAviv IDF Tel Aviv 2016, Israel
- Giải Dandelion cho phim tài liệu vùng hay nhất tại Underhill FF Podgorica 2016, Montenegro